# Boulevard du Général-de-Gaulle (Nantes)
Le boulevard Général-de-Gaulle est une rue de Nantes, sur l'île de Nantes, en France.

## Situation et accès
Cette artère rectiligne qui traverse l'île sur un axe orienté nord-sud, part du pont Aristide-Briand et aboutit au pont Georges-Clemenceau.

## Origine du nom
Cette voie rend honneur à Charles de Gaulle (1890-1970), général, chef de la France libre et président de la République française de 1959 à 1969.

## Historique
La construction de la nouvelle voie est réalisée au début des années 1960, dans le cadre des travaux d'aménagement de la « deuxième ligne de ponts », qui sera inaugurée en 1966.
Cette artère est un axe majeur lors de l'urbanisation rapide des prairies qui constituaient jusqu'alors l'essentiel de l'île Beaulieu, que le boulevard traverse. Ainsi, un immeuble de bureaux « Le Tripode » est construit en 1972 au nord-est du boulevard, puis le centre commercial Beaulieu voit le jour trois ans plus tard, au sud-est.
Dès 1960, le nouveau tracé de la Ligne ferroviaire Nantes - Saint-Gilles-Croix-de-Vie avait prévu la traversée du boulevard via un pont, qui fut donc construit avant même l'aménagement de l'artère, ceci afin d'éviter d'installer un passage à niveau au débouché du boulevard Vincent-Gâche, que l'ancien tracé de la ligne empruntait alors, et qui aurait constitué un sérieux inconvénient pour la circulation automobile entre les deux rives de la Loire.
Par délibération du conseil municipal du 26 septembre 1966, l'artère fut d'abord nommée « boulevard de l'Île-Beaulieu », avant d'être rebaptisée par la municipalité, le 23 novembre 1970, Boulevard du Général-de-Gaulle.
En 2005, le Tripode est démoli pour laisser la place à une partie du nouveau quartier d'affaires : Euronantes.
Depuis 2006, le boulevard est emprunté dans sa partie centrale par la ligne 4 du Busway, avec trois arrêts : Tripode, Île de Nantes et Beaulieu.
La ligne de chronobus C5 emprunte également une partie du boulevard au niveau de l'arrêt Île de Nantes depuis le 26 août 2013.
Depuis le 9 janvier 2014, au no 15 du boulevard se trouve la nouvelle « mairie annexe île de Nantes » qui remplace les anciens locaux de la « mairie annexe Beaulieu » situés auparavant place de la Galarne, et qui couvre l'ensemble du quartier.
Le 27 février 2020, la ligne de Chronobus C5 est remplacée par la ligne 5 de Busway.

## Bâtiments remarquables et lieux de mémoire
Entre 1987 et 1989, à l'angle nord-ouest avec la ligne de chemin de fer, les architectes du cabinet Barto et Barto (Alain Peneau, Didier Leborgne, Stéphane Guédon), conçoivent un édifice privé, le garage GOA (Grand Ouest Automobile). Celui-ci est transparent ; son architecture industrielle a été pensée dans un souci d'économie de moyens. Du fait de la transparence, ce sont les lignes qui dessinent l'immeuble : barres de charpente, bardage. Le travail graphique sur l'ouvrage a poussé à utiliser la même épaisseur pour les éléments de maintien de la façade de verre, ce qui lui donne son unité,. En 2010, le garage automobile a déménagé, laissant place à un projet immobilier d'habitation, comprenant 113 logements dont 25 % de logements sociaux. L'ancien garage est préservé, l'extension a été construite à l'ouest, en retrait du boulevard,.
Le 20 avril 2016, a débuté la construction d'un nouvel immeuble de quatre étages totalisant 4 393 m2 et réunissant 7 écoles du réseau « Compétences & Développement » formant aux métiers du management, du numérique et de la communication. Érigé à l'emplacement de l'ancienne station service Shell, cette construction conçue par l'architecte Rudy Ricciotti est constitué d'un rez-de-chaussée très largement vitré qui sera occupé par un commerce (le maître chocolatier nantais Debotté y installera un nouveau concept de magasin-atelier), surmonté d'un ruban périmétrique constitué par près de 9 km de lamelles en béton s'enroulant autour du bâtiment comme une mantille. Cette façade est directement inspirée du concept « outre-noir » élaboré par le peintre Pierre Soulages dans lequel la lumière naît du contraste et de l'interaction du noir et du blanc. L'immeuble doit être livré en septembre 2017.